# عشب بري

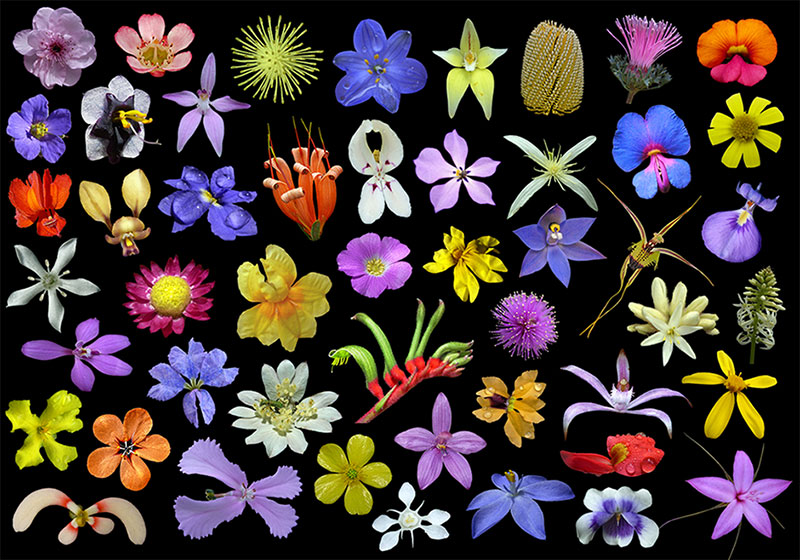

العشب البري هو لفظ يطلق على أي نبات بري غير مرغوب فيه. ينمو في أراضي مزروعة بالمحصولات فيزاحمها وينافسها على المكان والضوء والماء والغذاء، ويمكن مقاومته بفلاحة التربة ودورة المحصولات والكيمائيات مثل 2و4-د (ثاني كلورو فينوكسي حمض الخليك).